# Lithiumtetrachloroaurat(III)
Lithiumtetrachloroaurat(III), nach IUPAC Lithiumtetrachloridoaurat(III), Li[AuCl4] ist eine chemische Verbindung des Lithiums aus der Gruppe der Tetrachloroaurate.

## Sicherheitshinweise
Die Verbindung ist toxisch bei Ingestion und Inhalation.
Bei der Zersetzung entstehen Chlorwasserstoff, Lithiumoxid und Goldoxide. Es reagiert heftig mit Ammoniak, Cyaniden und starken Oxidationsmitteln.